# 愛知郡 (愛知縣)
愛知郡（日语：／ Aichi gun */?）為位於日本愛知縣西部，名古屋市東側的郡。
現轄有以下一町：
- 東鄉町

在1878年實施郡區町村編制法時的轄區還包括現在的日進市、長久手市全部區域、名古屋市南部的大部分區域、豐明市北部的大部分區域、瀨戶市的南部部分區域。

## 歷史
過去此地的熱田台地為直接伸入海中的半島，周邊多為被稱為的泥灘海灣，在七世紀至八世紀期間完成的萬葉集中收錄高市黑人的作品中即有對此地的敘述，同時期完成的日本書紀則稱此地為。
在實施大寶令後，本地的郡名曾先後出現日文發音相近的「阿由市郡」、「鮎市郡」、「年魚市郡」漢字用法，最終則逐漸統一使用為「愛智郡」及「愛知郡」。
愛知郡過去在令制國時代屬於尾張國，在其東北側與春日井郡之間的區域，過去還曾有山田郡的存在，不過在大約16世紀的戰國時代期間就被瓜分，大約以矢田川為界，以南區域被併入愛知郡。
17世紀進入江戶時代後，德川義直接替松平忠吉入主清洲藩，改在原清洲城東南側的原那古野城位址新建名古屋城後，並執行了清洲越的大規模搬遷，將整個城下町隨之遷移至名古屋城旁，清洲藩同時也被改設為尾張藩，此後本地也成為整個尾張藩的政治中心。也因此愛知郡內大部分區域都是尾張藩的領地，少部分區域屬於尾張藩御附家老成瀨氏犬山藩和竹腰氏今尾藩的領地。
19世紀末明治維新實施廢藩置縣後，原屬各藩的區域分別改隸屬名古屋縣、今尾縣、犬山縣，在1871年的第一次府縣整併後全部區域隸屬新整併的名古屋縣，由於名古屋縣的縣廳即設於愛知郡，四個月後名古屋縣更名為愛知縣。
1878年愛知縣實施郡區町村編製法時，原名古屋城下的區域被劃出設置名古屋區，其他區域則正式設置為近代的行政區劃「愛知郡」，並在熱田町（位於現在的名古屋市熱田區）設置郡役所。

### 沿革

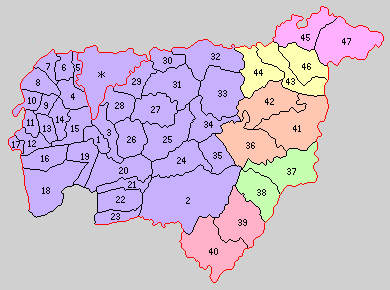
1889年愛知郡轄下的行政區劃：1.熱田町、2.鳴海町、3.古澤村、4.笈瀨村、5.那古野村、6.鷹場村、7.日比津村、8.織豐村、9.柳森村、10.岩塚村、11.御厨村、12.一柳村、13.荒子村、14.松葉村、15.八幡村、16.明德村、17.下之一色村、18.寛政村、19.寶田村、20.呼續村、21.笠寺村、22.星崎村、23.鳴尾村、24.島野村、25.彌富村、26.瑞穗村、27.廣路村、28.御器所村、29.千種村、30.鍋屋上野村、31.田代村、32.豬子石村、33.高社村、34.植田村、35.平針村、36.香久山村、37.諸和村、38.春木村、39.沓掛村、40.豐明村、41.白山村、42.岩崎村、43.岩作村、44.長湫村、45.幡野村、46.上鄉村、47.山口村
（紫色：現屬名古屋市、桃色：現屬瀨戶市、紅色：現屬豐明市、橙色：現屬日進市、黃色：現屬長久手市、綠色：現屬東鄉町、＊為當時的名古屋市）

- 1889年10月1日：實施町村制，愛知郡下設：熱田町（日语：熱田町）、鳴海町（日语：鳴海町）、古澤村、笈瀨村（日语：愛知町）、那古野村、鷹場村、日比津村、織豐村（日语：織豊村）、柳森村、岩塚村、御厨村、一柳村、荒子村（日语：荒子村）、松葉村、八幡村（日语：八幡村 (愛知県愛知郡)）、明德村（日语：明德村）、下之一色村（日语：下之一色町）、寛政村、寶田村、呼續村（日语：呼続町）、笠寺村（日语：笠寺村）、星崎村（日语：星崎村）、鳴尾村（日语：鳴尾村 (愛知県)）、島野村（日语：島野村 (愛知県愛知郡)）、彌富村、瑞穗村、廣路村、御器所村（日语：御器所村）、千種村（日语：千種町 (愛知県)）、鍋屋上野村、田代村、豬子石村、高社村、植田村、平針村、香久山村（日语：香久山村 (愛知県)）、諸和村（日语：諸和村）、春木村（日语：春木村）、沓掛村（日语：沓掛村）、豐明村、白山村（日语：白山村 (愛知県)）、岩崎村（日语：岩崎村 (愛知県愛知郡)）、岩作村、長湫村、幡野村、上鄉村（日语：上郷村 (愛知県愛知郡)）、山口村。（2町45村）
- 1891年4月1日：實施郡制（日语：郡制）。[7]
- 1896年3月25日：御器所村的前津小林地區被併入名古屋市。
- 1897年7月12日：呼續村改制為呼續町（日语：呼続町）。（3町44村）
- 1898年8月22日：（3町42村）
  - 那古野村和古澤村的東古渡地區一同被併入名古屋市。
  - 古澤村的其餘地區被併入熱田町。
- 1901年2月22日：一柳村的中須、大蟷螂地區被併入御厨村。
- 1902年2月12日：千種村改制為千種町（日语：千種町 (愛知県)）。（4町41村）
- 1904年12月20日：笈瀨村改制並更名為愛知町（日语：愛知町）。（5町40村）
- 1906年5月10日：（5町16村）
  - 鍋屋上野村和田代村合併為東山村（日语：東山村_(愛知県)）。
  - 長湫村、上郷村、岩作村合併為長久手村。
  - 高社村、豬子石村合併為豬高村（日语：猪高村）。
  - 幡野村、山口村合併為幡山村（日语：幡山村）。[8]
  - 諸和村、春木村合併為東郷村。[9]
  - 香久山村、白山村、岩崎村合併為日進村。[10]
  - 沓掛村、豐明村合併為新設立的豐明村。
  - 廣路村、御器所村合併為新設立的御器所村（日语：御器所村）。
  - 笠寺村、鳴尾村、星崎村合併為新設立的笠寺村（日语：笠寺村）。
  - 岩塚村、柳森村、松葉村合併為常磐村（日语：常磐村 (愛知県愛知郡)）。
  - 鷹場村、日比津村、織豊村合併為中村（日语：中村 (愛知県)）。
  - 荒子村、御厨村、一柳村合併為新設立的荒子村（日语：荒子村）。
  - 明德村、寛政村、寶田村合併為小碓村（日语：小碓村）。[11]
  - 島野村、植田村、平針村和彌富村的八事、名古屋新田地區合併為天白村（日语：天白村 (愛知県)）。[12]
  - 呼續町、瑞穗村和彌富村的中根地區合併為呼續町（日语：呼続町）。
- 1907年6月1日：熱田町被併入名古屋市。（4町16村）
- 1907年7月16日：小碓村的熱田新田東組、千年、稻永新田及熱田前新田的部分地區被併入名古屋市。[11]
- 1917年8月1日：下之一色村改制為下之一色町（日语：下之一色町）。（5町15村）
- 1921年8月22日：中村、千種町、東山村、愛知町、常磐村、御器所村、荒子村、笠寺村、呼續町、八幡村、小碓村被併入名古屋市。[11]（2町7村）
- 1923年4月1日：廢除郡會和郡參事會。[13]
- 1926年7月1日：廢除郡役所，此後郡不再作為行政區劃，只作為地名的表示。[13]
- 1928年3月3日：天白村的彌富地區被併入名古屋市。[12]
- 1937年3月1日：下之一色町被併入名古屋市。（1町7村）
- 1955年2月11日：幡山村被併入瀨戶市。[8]（1町6村）
- 1955年4月5日：天白村、豬高村被併入名古屋市。[12]（1町4村）
- 1957年1月1日：豐明村改制為豐明町。（2町3村）
- 1958年1月1日：日進村改制為日進町。[10]（3町2村）
- 1963年4月1日：鳴海町被併入名古屋市。[14]（2町2村）
- 1970年4月1日：東鄉村改制為東鄉町。[9]（3町1村）
- 1971年4月1日：長久手村改制為長久手町。（4町）
- 1972年8月1日：豐明町改制為豐明市[15]，並脫離愛知郡。（3町）
- 1994年10月1日：日進町改制為日進市[10]，並脫離愛知郡。（2町）
- 2012年1月4日：長久手町改制為長久手市[16]，並脫離愛知郡。（1町）

### 變遷表
| 1889年10月1日              | 1889年 - 1944年            | 1889年 - 1944年                   | 1889年 - 1944年                   | 1889年 - 1944年                   | 1945年 - 1954年              | 1955年 - 1989年             | 1955年 - 1989年             | 1989年 - 現在               | 現在                        |
| -------------------------- | -------------------------- | --------------------------------- | --------------------------------- | --------------------------------- | ---------------------------- | --------------------------- | --------------------------- | --------------------------- | --------------------------- |
| 那古野村                   | 1898年8月22日 併入名古屋市 | 1898年8月22日 併入名古屋市        | 1898年8月22日 併入名古屋市        | 名古屋市                          | 名古屋市                     | 名古屋市                    | 名古屋市                    | 名古屋市                    | 名古屋市                    |
| 古澤村                     | 1898年8月22日 併入名古屋市 | 1898年8月22日 併入名古屋市        | 1898年8月22日 併入名古屋市        | 名古屋市                          | 名古屋市                     | 名古屋市                    | 名古屋市                    | 名古屋市                    | 名古屋市                    |
| 1898年8月22日 併入熱田町   | 熱田町                     | 1907年6月1日 併入名古屋市         |                                   | 名古屋市                          | 名古屋市                     | 名古屋市                    | 名古屋市                    | 名古屋市                    | 名古屋市                    |
| 熱田町                     | 熱田町                     | 1907年6月1日 併入名古屋市         |                                   | 名古屋市                          | 名古屋市                     | 名古屋市                    | 名古屋市                    | 名古屋市                    | 名古屋市                    |
| 寶田村                     | 寶田村                     | 1906年5月10日 合併為小碓村        | 1907年7月16日 併入名古屋市        | 名古屋市                          | 名古屋市                     | 名古屋市                    | 名古屋市                    | 名古屋市                    | 名古屋市                    |
| 寛政村                     |                            | 1906年5月10日 合併為小碓村        | 1907年7月16日 併入名古屋市        | 名古屋市                          | 名古屋市                     | 名古屋市                    | 名古屋市                    | 名古屋市                    | 名古屋市                    |
| 小碓村                     | 1921年8月22日 併入名古屋市 | 1906年5月10日 合併為小碓村        |                                   |                                   | 名古屋市                     | 名古屋市                    | 名古屋市                    | 名古屋市                    | 名古屋市                    |
| 小碓村                     | 1921年8月22日 併入名古屋市 | 1906年5月10日 合併為小碓村        | 明德村                            |                                   | 名古屋市                     | 名古屋市                    | 名古屋市                    | 名古屋市                    | 名古屋市                    |
| 笈瀨村                     | 1921年8月22日 併入名古屋市 | 1904年12月20日 改制並更名為愛知町 | 1904年12月20日 改制並更名為愛知町 | 1904年12月20日 改制並更名為愛知町 | 名古屋市                     | 名古屋市                    | 名古屋市                    | 名古屋市                    | 名古屋市                    |
| 鷹場村                     | 鷹場村                     | 1906年5月10日 合併為中村          | 1906年5月10日 合併為中村          |                                   | 名古屋市                     | 名古屋市                    | 名古屋市                    | 名古屋市                    | 名古屋市                    |
| 日比津村                   | 1921年8月22日 併入名古屋市 | 1906年5月10日 合併為中村          | 1906年5月10日 合併為中村          |                                   | 名古屋市                     | 名古屋市                    | 名古屋市                    | 名古屋市                    | 名古屋市                    |
| 織豐村                     | 1921年8月22日 併入名古屋市 | 1906年5月10日 合併為中村          | 1906年5月10日 合併為中村          |                                   | 名古屋市                     | 名古屋市                    | 名古屋市                    | 名古屋市                    | 名古屋市                    |
| 御廚村                     | 御廚村                     | 1906年5月10日 合併為荒子村        | 1906年5月10日 合併為荒子村        |                                   | 名古屋市                     | 名古屋市                    | 名古屋市                    | 名古屋市                    | 名古屋市                    |
| 一柳村                     | 1921年8月22日 併入名古屋市 | 1906年5月10日 合併為荒子村        | 1906年5月10日 合併為荒子村        | 1901年2月22日 併入御廚村          | 名古屋市                     | 名古屋市                    | 名古屋市                    | 名古屋市                    | 名古屋市                    |
| 一柳村                     | 1921年8月22日 併入名古屋市 | 1906年5月10日 合併為荒子村        | 1906年5月10日 合併為荒子村        | 一柳村                            | 名古屋市                     | 名古屋市                    | 名古屋市                    | 名古屋市                    | 名古屋市                    |
| 荒子村                     | 1921年8月22日 併入名古屋市 | 1906年5月10日 合併為荒子村        | 1906年5月10日 合併為荒子村        |                                   | 名古屋市                     | 名古屋市                    | 名古屋市                    | 名古屋市                    | 名古屋市                    |
| 八幡村                     | 1921年8月22日 併入名古屋市 |                                   |                                   |                                   | 名古屋市                     | 名古屋市                    | 名古屋市                    | 名古屋市                    | 名古屋市                    |
| 柳森村                     | 柳森村                     | 1906年5月10日 合併為常磐村        | 1906年5月10日 合併為常磐村        |                                   | 名古屋市                     | 名古屋市                    | 名古屋市                    | 名古屋市                    | 名古屋市                    |
| 岩塚村                     | 1921年8月22日 併入名古屋市 | 1906年5月10日 合併為常磐村        | 1906年5月10日 合併為常磐村        |                                   | 名古屋市                     | 名古屋市                    | 名古屋市                    | 名古屋市                    | 名古屋市                    |
| 松葉村                     | 1921年8月22日 併入名古屋市 | 1906年5月10日 合併為常磐村        | 1906年5月10日 合併為常磐村        |                                   | 名古屋市                     | 名古屋市                    | 名古屋市                    | 名古屋市                    | 名古屋市                    |
| 笠寺村                     | 笠寺村                     | 1906年5月10日 合併為笠寺村        | 1906年5月10日 合併為笠寺村        |                                   | 名古屋市                     | 名古屋市                    | 名古屋市                    | 名古屋市                    | 名古屋市                    |
| 星崎村                     | 1921年8月22日 併入名古屋市 | 1906年5月10日 合併為笠寺村        | 1906年5月10日 合併為笠寺村        |                                   | 名古屋市                     | 名古屋市                    | 名古屋市                    | 名古屋市                    | 名古屋市                    |
| 鳴尾村                     | 1921年8月22日 併入名古屋市 | 1906年5月10日 合併為笠寺村        | 1906年5月10日 合併為笠寺村        |                                   | 名古屋市                     | 名古屋市                    | 名古屋市                    | 名古屋市                    | 名古屋市                    |
| 御器所村                   | 1896年3月25日 併入名古屋市 | 1896年3月25日 併入名古屋市        | 1896年3月25日 併入名古屋市        | 1896年3月25日 併入名古屋市        | 名古屋市                     | 名古屋市                    | 名古屋市                    | 名古屋市                    | 名古屋市                    |
| 御器所村                   | 御器所村                   | 1906年5月10日 合併為御器所村      | 1906年5月10日 合併為御器所村      | 1921年8月22日 併入名古屋市        | 名古屋市                     | 名古屋市                    | 名古屋市                    | 名古屋市                    | 名古屋市                    |
| 廣路村                     |                            | 1906年5月10日 合併為御器所村      | 1906年5月10日 合併為御器所村      | 1921年8月22日 併入名古屋市        | 名古屋市                     | 名古屋市                    | 名古屋市                    | 名古屋市                    | 名古屋市                    |
| 千種村                     | 1902年2月12日 改制為千種町 | 1902年2月12日 改制為千種町        | 1902年2月12日 改制為千種町        | 1921年8月22日 併入名古屋市        | 名古屋市                     | 名古屋市                    | 名古屋市                    | 名古屋市                    | 名古屋市                    |
| 鍋屋上野村                 | 鍋屋上野村                 | 1906年5月10日 合併為東山村        | 1906年5月10日 合併為東山村        | 1921年8月22日 併入名古屋市        | 名古屋市                     | 名古屋市                    | 名古屋市                    | 名古屋市                    | 名古屋市                    |
| 田代村                     |                            | 1906年5月10日 合併為東山村        | 1906年5月10日 合併為東山村        | 1921年8月22日 併入名古屋市        | 名古屋市                     | 名古屋市                    | 名古屋市                    | 名古屋市                    | 名古屋市                    |
| 瑞穗村                     | 瑞穗村                     | 1906年5月10日 合併為呼續町        | 1906年5月10日 合併為呼續町        | 1921年8月22日 併入名古屋市        | 名古屋市                     | 名古屋市                    | 名古屋市                    | 名古屋市                    | 名古屋市                    |
| 呼續村                     | 1897年7月12日 改制為呼續町 | 1906年5月10日 合併為呼續町        | 1906年5月10日 合併為呼續町        | 1921年8月22日 併入名古屋市        | 名古屋市                     | 名古屋市                    | 名古屋市                    | 名古屋市                    | 名古屋市                    |
| 彌富村                     |                            |                                   |                                   | 1921年8月22日 併入名古屋市        | 名古屋市                     | 名古屋市                    | 名古屋市                    | 名古屋市                    | 名古屋市                    |
| 1906年5月10日 合併為天白村 | 1906年5月10日 合併為天白村 | 1928年3月3日 併入名古屋市         |                                   |                                   | 名古屋市                     | 名古屋市                    | 名古屋市                    | 名古屋市                    | 名古屋市                    |
| 1906年5月10日 合併為天白村 | 1906年5月10日 合併為天白村 | 島野村                            | 島野村                            | 天白村                            | 天白村                       | 1955年4月5日 併入名古屋市   | 名古屋市                    | 名古屋市                    | 名古屋市                    |
| 1906年5月10日 合併為天白村 | 1906年5月10日 合併為天白村 | 植田村                            |                                   | 天白村                            | 天白村                       | 1955年4月5日 併入名古屋市   | 名古屋市                    | 名古屋市                    | 名古屋市                    |
| 1906年5月10日 合併為天白村 | 1906年5月10日 合併為天白村 | 平針村                            |                                   | 天白村                            | 天白村                       | 1955年4月5日 併入名古屋市   | 名古屋市                    | 名古屋市                    | 名古屋市                    |
| 豬子石村                   | 豬子石村                   | 1906年5月10日 合併為豬高村        | 1906年5月10日 合併為豬高村        | 1906年5月10日 合併為豬高村        | 1906年5月10日 合併為豬高村   | 1955年4月5日 併入名古屋市   | 名古屋市                    | 名古屋市                    | 名古屋市                    |
| 高社村                     |                            | 1906年5月10日 合併為豬高村        | 1906年5月10日 合併為豬高村        | 1906年5月10日 合併為豬高村        | 1906年5月10日 合併為豬高村   | 1955年4月5日 併入名古屋市   | 名古屋市                    | 名古屋市                    | 名古屋市                    |
| 下之一色村                 | 下之一色村                 | 下之一色村                        | 1917年8月1日 改制為下之一色町     | 1937年3月1日 併入名古屋市         | 1937年3月1日 併入名古屋市    | 1937年3月1日 併入名古屋市   | 名古屋市                    | 名古屋市                    | 名古屋市                    |
| 鳴海町                     | 鳴海町                     | 鳴海町                            | 鳴海町                            | 鳴海町                            | 鳴海町                       | 1963年4月1日 併入名古屋市   | 名古屋市                    | 名古屋市                    | 名古屋市                    |
| 香久山村                   | 香久山村                   | 1906年5月10日 合併為日進村        | 1906年5月10日 合併為日進村        | 1906年5月10日 合併為日進村        | 1906年5月10日 合併為日進村   | 1958年1月1日 改制為日進町   | 1958年1月1日 改制為日進町   | 1994年10月1日 改制為日進市  | 1994年10月1日 改制為日進市  |
| 白山村                     |                            | 1906年5月10日 合併為日進村        | 1906年5月10日 合併為日進村        | 1906年5月10日 合併為日進村        | 1906年5月10日 合併為日進村   | 1958年1月1日 改制為日進町   | 1958年1月1日 改制為日進町   | 1994年10月1日 改制為日進市  | 1994年10月1日 改制為日進市  |
| 岩崎村                     |                            | 1906年5月10日 合併為日進村        | 1906年5月10日 合併為日進村        | 1906年5月10日 合併為日進村        | 1906年5月10日 合併為日進村   | 1958年1月1日 改制為日進町   | 1958年1月1日 改制為日進町   | 1994年10月1日 改制為日進市  | 1994年10月1日 改制為日進市  |
| 諸和村                     | 諸和村                     | 1906年5月10日 合併為東郷村        | 1906年5月10日 合併為東郷村        | 1906年5月10日 合併為東郷村        | 1906年5月10日 合併為東郷村   | 1970年4月1日 改制為東鄉町   | 1970年4月1日 改制為東鄉町   | 1970年4月1日 改制為東鄉町   | 1970年4月1日 改制為東鄉町   |
| 春木村                     |                            | 1906年5月10日 合併為東郷村        | 1906年5月10日 合併為東郷村        | 1906年5月10日 合併為東郷村        | 1906年5月10日 合併為東郷村   | 1970年4月1日 改制為東鄉町   | 1970年4月1日 改制為東鄉町   | 1970年4月1日 改制為東鄉町   | 1970年4月1日 改制為東鄉町   |
| 沓掛村                     | 沓掛村                     | 1906年5月10日 合併為豐明村        | 1906年5月10日 合併為豐明村        | 1906年5月10日 合併為豐明村        | 1906年5月10日 合併為豐明村   | 1957年1月1日 改制為豐明町   | 1972年8月1日 改制為豐明市   | 1972年8月1日 改制為豐明市   | 1972年8月1日 改制為豐明市   |
| 豐明村                     |                            | 1906年5月10日 合併為豐明村        | 1906年5月10日 合併為豐明村        | 1906年5月10日 合併為豐明村        | 1906年5月10日 合併為豐明村   | 1957年1月1日 改制為豐明町   | 1972年8月1日 改制為豐明市   | 1972年8月1日 改制為豐明市   | 1972年8月1日 改制為豐明市   |
| 岩作村                     | 岩作村                     | 1906年5月10日 合併為長久手村      | 1906年5月10日 合併為長久手村      | 1906年5月10日 合併為長久手村      | 1906年5月10日 合併為長久手村 | 1971年4月1日 改制為長久手町 | 1971年4月1日 改制為長久手町 | 2012年1月4日 改制為長久手市 | 2012年1月4日 改制為長久手市 |
| 長湫村                     |                            | 1906年5月10日 合併為長久手村      | 1906年5月10日 合併為長久手村      | 1906年5月10日 合併為長久手村      | 1906年5月10日 合併為長久手村 | 1971年4月1日 改制為長久手町 | 1971年4月1日 改制為長久手町 | 2012年1月4日 改制為長久手市 | 2012年1月4日 改制為長久手市 |
| 上鄉村                     |                            | 1906年5月10日 合併為長久手村      | 1906年5月10日 合併為長久手村      | 1906年5月10日 合併為長久手村      | 1906年5月10日 合併為長久手村 | 1971年4月1日 改制為長久手町 | 1971年4月1日 改制為長久手町 | 2012年1月4日 改制為長久手市 | 2012年1月4日 改制為長久手市 |
| 幡野村                     | 幡野村                     | 1906年5月10日 合併為幡山村        | 1906年5月10日 合併為幡山村        | 1906年5月10日 合併為幡山村        | 1906年5月10日 合併為幡山村   | 1955年2月11日 併入瀨戶市    | 1955年2月11日 併入瀨戶市    | 1955年2月11日 併入瀨戶市    | 1955年2月11日 併入瀨戶市    |
| 山口村                     |                            | 1906年5月10日 合併為幡山村        | 1906年5月10日 合併為幡山村        | 1906年5月10日 合併為幡山村        | 1906年5月10日 合併為幡山村   | 1955年2月11日 併入瀨戶市    | 1955年2月11日 併入瀨戶市    | 1955年2月11日 併入瀨戶市    | 1955年2月11日 併入瀨戶市    |